# هاسمیک گریگوریان
هاسمیک گغامی گریگوریان (ارمنی: Հասմիկ Գեղամի Գրիգորյան؛ زادهٔ ۱۲ مهٔ ۱۹۸۱) خواننده ارمنی‌تبار اهل لیتوانی است.

## زندگی‌نامه
وی در ۱۲ مه ۱۹۸۱ در ویلنیوس از والدینی به نام‌های گغام گریگوریان و Irena Milkevičiūtė به دنیا آمد و از آکادمی موسیقی و تئاتر لیتوانی فارغ‌التحصیل گشت. وی برنده جوایزی همچون مدال موسس خورناتسی (۲۰۲۰) شده‌است